# Željko Galonja
Željko Galonja je srpski pisac i poetičar, rođen u Gradišci 10. maja 1968. Poznatija djela su mu zbirka pripovjetki Kuđelja crne vune iz 2004. i zbirka pjesama Badljalica iz 2011. godine. Osim književnosti bavi se i muzikom.

## Djela

### Zbirke pjesama:
1. "Nek laju dok spavaš" (1997)
2. Badljalica (2011)

### Romani:
1. Pamrav (2008)
2. Ćorci vidnog (2014)
3. Osvježivač prostora (2017)

### Zbirke pripovjetki:
1. Kuđelja crne vune (2004)